# Honour Gombami
Honour Gombami (Gwanda, 9 gennaio 1983) è un ex calciatore zimbabwese, di ruolo difensore.